# 圣天使堂 (莱切)

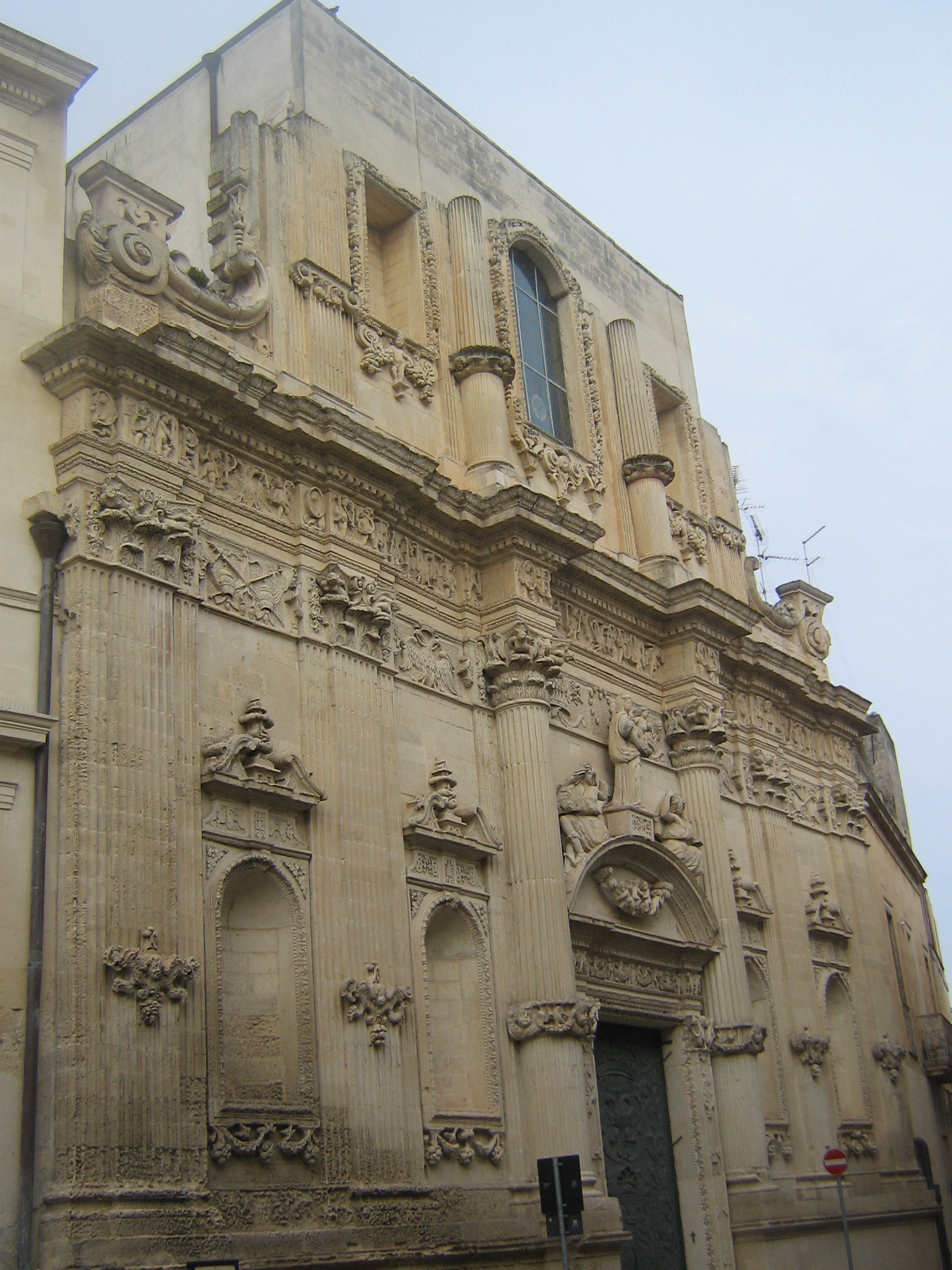

圣天使堂（Chiesa di Sant'Angelo o di Santa Maria di Costantinopoli）是意大利南部普利亚大区城市莱切的一座罗马天主教教堂，由奥斯定会始建于1061年，1663年彻底重建为巴洛克建筑。
40°21′26″N 18°10′18″E / 40.357146°N 18.17154°E